# ウカスカジー
ウカスカジー (UKASUKA-G) は、日本の音楽ユニット。2013年にバンド・Mr.Childrenのボーカルである桜井和寿と、ヒップホップユニット・EAST ENDのメンバーであるGAKU-MCの2人で結成。レコード会社はトイズファクトリー。

## 概要
2013年、かねてからサッカーやフットサルを通じて親交があり、音楽のステージでも何度も共演していた桜井和寿とGAKU-MCの2人が、翌年に開催される2014 FIFAワールドカップに向けて正式にユニットを結成。日本サッカー協会公認サッカー日本代表応援ソングである「勝利の笑みを 君と」をはじめ、Mr.Childrenやソロでの活動と並行しながらコンスタントに新曲を発表している。
ライブを中心とした活動を行なっており、2015年以降ほぼ毎年単独ライブを開催しているほか、イベントやフェスにも出演している。楽曲に関しても観客とコミュニケーションを取りながら一緒に楽しめる、歌える、踊れるものが多くなっている。
結成と同時期にGAKUが立ち上げた団体・MIFAに所属。MIFAとは「Music Interact Football for All（音楽とフットボールの有機的融合）」の略で、音楽とフットボールを通じて様々なコミュニケーションを創造していくプロジェクトである。ウカスカジーのライブには同じくMIFAに所属しているマスコットキャラクター・ミファンダが毎回出演している。
ファンの呼称は「コーラスアミーゴ」。

### 名前の由来
結成当初の表記は「UKASUKA-G」であった。逆から表記すると "GAKU SAKU" であり、GAKUと桜井の頭文字に由来している。2014年3月頃より「造語っぽくていい」という理由で表記がカタカナの「ウカスカジー」に変更された。

## メンバー
| 名前                          | 担当                                                                          | 生年月日              | 出身地 | 血液型 | 特記事項                   |
| ----------------------------- | ----------------------------------------------------------------------------- | --------------------- | ------ | ------ | -------------------------- |
| 桜井和寿（さくらい かずとし） | ボーカル ギター コーラス ラップ ブルースハープ ベース オルガン トライアングル | 1970年3月8日（55歳）  | 東京都 | O型    | キャプテン                 |
| GAKU-MC（ガク エムシー）      | ラップ コーラス ボーカル ウクレレ                                             | 1970年10月6日（54歳） | 東京都 | O型    | GM（ゼネラルマネージャー） |

### サポートミュージシャン
ライブでのバックバンドの呼称は「バンドアミーゴ」で、SUNNYがバンドマスターを務める。
- キーボード&コーラス
  - SUNNY
- ギター
  - 設楽博臣
  - 沼能友樹（2018年、2022年）
- ベース
  - 藤谷一郎
  - 山田 "Anthony" サトシ（2019年）
- ドラム
  - 脇山広介

## 経歴
- 2001年（平成13年）
  - 桜井和寿とGAKU-MCがサッカーを通じて知り合う[6]。
- 2005年（平成17年）
  - 7月16 - 18日：桜井がBank Bandとして参加する野外音楽フェスティバル『ap bank fes '05』にGAKUが出演。ステージ初共演となった。
- 2006年（平成18年）
  - 5月31日：GAKU-MC / 桜井和寿 (Mr.Children) 名義でシングル『手を出すな!』発売。
- 2008年（平成20年）
  - 1月16日：桜井が所属するBank Bandのアルバム『沿志奏逢2』の収録曲「昨日のNo, 明日のYes」にGAKUがゲストボーカルとして参加。
- 2013年（平成25年）
  - 3月20日：ウカスカジー結成（当時の表記は「UKASUKA-G」）。1st配信限定シングル『でも、手を出すな!』発売。
  - 5月2日：初ライブを含むイベント『MIFA presents YOYOGI CUP』開催[8]。
  - 6月30日：福島県営あづま総合体育館メインアリーナでイベント『MIFAスマイルプロジェクト@FUKUSHIMA』開催[9]。
  - 12月8日：北相木グリーンドームでイベント『MIFAスマイルプロジェクト＠KITAAIKI』開催[10]。
- 2014年（平成26年）
  - 4月25 - 26日、5月22 - 23日：イベント『MIFA CUP 2014』開催[11]。
  - 5月22日：2nd配信限定シングル『勝利の笑みを 君と（配信Ver.）』発売。
  - 6月11日：1stアルバム『AMIGO』発売。
  - 6月17日：テレビ朝日系情報番組『FIFAワールドカップ デイリー』に出演[12]。
  - 8月3日：とうほう・みんなのスタジアム（福島県営あづま陸上競技場）で開催された前座試合「福島復興支援エキシビションマッチ『Jドリームス & MIFA FC VS 福島県高校選抜』」に出場[13]。
  - 11月1日：味の素スタジアムで開催された前座試合「FMG presentsチャリティマッチ『ヴェルディレジェンドスターズvs Jレジェンド & MIFA FC』」に出場[14]。
- 2015年（平成27年）
  - 6月28日：ライブ『MIFA Football Park 1st anniversary party』開催[15]。
  - 8月2日：とうほう・みんなのスタジアム（福島県営あづま陸上競技場）で開催された前座試合「福島復興支援エキシビションマッチ2015『Jレジェンド＆MIFA FC VS 富岡高校サッカー部』」に出場[16][注 1]。
  - 10月25日：相模原ギオンスタジアムで開催された前座試合「さがみはらドリームマッチ2015『J DREAMS 対 相模原市高校選抜』」に出場[17]。
  - 11月18日：日本テレビ系情報番組『NEWS ZERO』に出演。デフフットサル日本代表を取材した[18]。
- 2016年（平成28年）
  - 6月17日：初となるツアー『ウカスカジー はじめてのツアー HAPPY HOUR』スタート[19]。
  - 7月3日：ゾゾパークホンダフットボールエリアで開催されたフットサル大会『本田圭佑 presents 熊本地震復興支援 SOLTILO CUP』エキシビジョンマッチに出場[20]。
  - 7月13日：2ndアルバム『Tシャツと私たち』発売。
  - 7月16日：ライブ『ウカスカジー はじめてのツアー HAPPY HOUR 追加公演 〜NEW ALBUM Release Party “おめでたい私たち”〜』開催[21]。
- 2017年（平成29年）
  - 9月15日：『ウカスカジー ツアー2017 ポジティ部 VS グッジョ部』スタート[22]。
- 2018年（平成30年）
  - 6月11日：初となるホールツアー『ウカスカジー TOUR 2018 日本のアンセム』スタート[23]。
  - 8月4日：ライブ『MIFA Football Park 4th anniversary party 〜MIFA 夏祭り〜』開催[24]。
- 2019年（平成31年・令和元年）
  - 6月9日：「フレー! フレー! 保育士さん」プロジェクトを開始[25]。
  - 7月19日：とうほう・みんなのスタジアム（福島県営あづま陸上競技場）で開催された前座試合「福島復興支援エキシビションマッチ2019『Jレジェンド & MIFA FC VS 福島県高校選抜』」に出場[26]。
  - 8月19日：配信限定ミニアルバム『金色BITTER』発売。同日、これまで発表された全楽曲のダウンロード配信・サブスクリプション配信がスタート[27]。同日、『ウカスカジー TOUR 2019 WE ARE NOT AFRAID!!』スタート[28]。
- 2020年（令和2年）
  - 6月10日：『ウカスカジー ツアー2020 コエノチカラ』がスタート予定だったが、新型コロナウイルス感染症 (COVID-19) の影響を受け中止[29][30]。
  - 6月24日：ライブBlu-ray/DVD『ウカスカジーの大冒険 〜TOUR "WE ARE NOT AFRAID!!"〜』発売。
- 2021年（令和3年）
  - 8月14日：約2年ぶりとなるライブ『MIFA Football Park 7th anniversary party』開催[31]。
  - 12月1日：3rdアルバム『どんなことでも起こりうる』発売。
  - 12月3日：ホールツアー『ウカスカジー TOUR 2021-22 アディショナルタイム』スタート[32]。
- 2022年（令和4年）
  - 9月18日：ライブ『MIFA Football Park 8th anniversary party 〜MIFA秋祭り〜』開催[33]。
  - 10月7日：山形県体育館でイベント『MIFAスマイルプロジェクト@YAMAGATA』開催[34]。
  - 12月16 - 18日、ライブ『MIFA CAFE LIVE ～Xmas Special～』開催[35]。
- 2023年（令和5年）
  - 3月20日：デビュー10周年を迎える[36]。
- 2024年（令和6年）
  - 2月14日：ライブBlu-ray/DVD『ウカスカジーの夢工場 〜TOUR “アディショナルタイム”〜』発売[37]。

## ディスコグラフィー

### シングル
|     | 発売日        | タイトル                      | 規格     | 規格品番   | 収録アルバム |
| --- | ------------- | ----------------------------- | -------- | ---------- | ------------ |
| 1st | 2013年3月20日 | でも、手を出すな!             | 配信限定 | TFDS-00211 | AMIGO        |
| 2nd | 2014年5月22日 | 勝利の笑みを 君と（配信Ver.） | 配信限定 | TFDS-00261 | AMIGO        |

### アルバム
|     | 発売日        | タイトル                 | 規格 | 規格品番   |
| --- | ------------- | ------------------------ | ---- | ---------- |
| 1st | 2014年6月11日 | AMIGO                    | CD   | TFCC-86473 |
| 2nd | 2016年7月13日 | Tシャツと私たち          | CD   | TFCC-86566 |
| 3rd | 2021年12月1日 | どんなことでも起こりうる | CD   | TFCC-86786 |

### ミニアルバム
| 発売日        | タイトル   | 規格     | 規格品番   |
| ------------- | ---------- | -------- | ---------- |
| 2019年8月19日 | 金色BITTER | 配信限定 | TFDS-00547 |

### 映像作品
|     | 発売日        | タイトル                                             | 規格    | 規格品番   |
| --- | ------------- | ---------------------------------------------------- | ------- | ---------- |
| 1st | 2020年6月24日 | ウカスカジーの大冒険 〜TOUR "WE ARE NOT AFRAID!!"〜  | Blu-ray | TFXQ-78182 |
| 1st | 2020年6月24日 | ウカスカジーの大冒険 〜TOUR "WE ARE NOT AFRAID!!"〜  | 2DVD    | TFBQ-18226 |
| 2nd | 2024年2月14日 | ウカスカジーの夢工場 〜TOUR “アディショナルタイム”〜 | Blu-ray | TFXQ-78250 |
| 2nd | 2024年2月14日 | ウカスカジーの夢工場 〜TOUR “アディショナルタイム”〜 | 2DVD    | TFBQ-18283 |

## タイアップ
| 年          | 曲                                         | タイアップ先                                                                   |
| ----------- | ------------------------------------------ | ------------------------------------------------------------------------------ |
| 2014年      | 勝利の笑みを 君と                          | 日本サッカー協会公認サッカー日本代表応援ソング / 「夢を力に 2014」テーマソング |
| 2014年      | 勝利の笑みを 君と                          | キリン「日本中が肩を組む」CMソング                                             |
| 2014年      | 勝利の笑みを 君と                          | みずほ銀行「ONE MIZUHO Power of Blue」CMソング                                 |
| 2014年      | 勝利の笑みを 君と                          | KONAMI「ワールドサッカーコレクションS」CMソング                                |
| 2014年      | 春の歌                                     | ACCESSキャンペーンソング                                                       |
| 2015年      | ウカスカアンセム                           | 明治安田生命2015Jリーグチャンピオンシップ大会アンセム                          |
| 2017年      | My Home                                    | 三井不動産レジデンシャル CMソング                                              |
| 2017年      | Anniversary                                | niko and... CMソング                                                           |
| 2018年      | 勝利の笑みを 君と                          | 日本サッカー協会公認サッカー日本代表応援ソング / 「夢を力に 2018」テーマソング |
| My Home     | 三井不動産レジデンシャル CMソング          |                                                                                |
| Anniversary | niko and ... CMソング                      |                                                                                |
| 2019年      | niko and ... CMソング                      | 言葉                                                                           |
| 2019年      | My Home                                    | 三井不動産レジデンシャル CMソング                                              |
| 2020年      | My Home                                    | 三井不動産レジデンシャル CMソング                                              |
| 2021年      | My Home                                    | 三井不動産レジデンシャル CMソング                                              |
| 2022年      | 勝利の笑みを 君と 〜日本サッカーのために〜 | 日本サッカー協会公認サッカー日本代表応援ソング                                 |